# Flaga Wolgastu
Flaga Wolgastu – płat tkaniny o proporcji szerokości do długości 3:5. Tło flagi stanowią pasy kolorów na całej długości flagi. Od góry znajduje się:
- pas żółty o szerokości 1/6
- pas czerwony o szerokości 2/3
- pas żółty o szerokości 1/6

Pośrodku flagi na czerwonym pasie umieszczony jest herb Wolgastu, który zajmuje 5/9 części wysokości tego pasa. Flaga została zatwierdzona 18 czerwca 1997 przez Ministerstwo Spraw Wewnętrznych (Bundesministerium des Innern, für Bau und Heimat).